# کاوارا، فوکوئوکا
کاوارا، فوکوئوکا (به لاتین: Kawara, Fukuoka) یک منطقهٔ مسکونی در ژاپن است که در استان فوکوئوکا واقع شده‌است. کاوارا  ۱۰٬۶۵۷ نفر جمعیت دارد.